# Gill Sans
Gill Sans – czcionka humanistyczna bezszeryfowa, zaprojektowana przez Erica Gilla.
Oryginalny projekt pojawił się w 1926 roku, kiedy Douglas Cleverdon otworzył swoją własną księgarnię w rodzinnym mieście Bristol. Podczas remontu księgarni Eric Gill malował duże litery na ścianie budynku, które następnie stały się znane jako czcionka Gill Sans. Ponadto, Gill naszkicował projekt dla wydawcy i księgarza Douglasa Cleverdona, jako wzór do składania ogłoszeń i obwieszczeń.

## Gill Sans
Krój ten został opublikowany w 1928 roku przez Monotype Corporation.
Czcionka stała się popularna, kiedy w 1929 roku Cecil Dandridge zlecił Ericowi użycie jej na plakatach i materiałach reklamowych kolei London and North Eastern Railway (LNER). 
Jest czcionką systemową w OS X i jest dołączana do niektórych wersji produktów Microsoft jako Gill Sans MT.
Wielkie litery czcionki wzorowane są na monumentalnej kapitale rzymskiej (użytej np. na kolumnie Trajana). Wielka litera M ma proporcje kwadratu, a jej kreski ukośne łączą się dokładnie w centrum. Czcionka zawiera czternaście odmian pisma.
Stosowana jest m.in. przez rząd brytyjski (od 2003 roku), rząd hiszpański (od 2001 roku), BBC (od r. 1997), angielskie i walijskie linie kolejowe, firmę Saab.